# 立喰師列伝
『立喰師列伝』（たちぐいしれつでん）は、押井守による日本の小説作品、映画作品。

## 小説
角川書店のライトノベル雑誌「ザ・スニーカー」にて、2000年12月号、および2001年8月号から2003年6月号にかけて連載された。単行本は角川書店より2004年2月に出版されている。
小説だが、起承転結のある物語ではなく「戦後から現代に至り日本に存在したとされる『立喰師』に関する資料、伝承などをまとめ、その実態に迫らんとする研究書を押井が民俗学を装って監修し直し、押井の視点で日本の戦後を見つめ直す」という設定で書かれている。押井曰くテーマは「本当はくだらなくてつまんないことを大げさにやって、最後は高らかに謳い上げて、無理やりにでも泣かす。『プロジェクトX〜挑戦者たち〜』のインチキ版」「日本が豊かになる過程で、失われていった風景と人々はどこへ行ったのか?それらを失った代償として、僕たちもまた何かを失ってきたのではないか?そうした風景が持っていた情緒、それを失った時の喪失感・哀切を正面から取り上げる」と称している。
表紙および挿絵として挿入される写真に、押井の知人であるアニメ制作業界の人間が登場している（後述の映画版出演者を参照）。
書籍情報: ISBN 4048735160

## 登場人物
月見の銀二
戦後間もないころ、闇市のそば屋で月見そばを注文しては、薀蓄と説教を武器にただ食いを成した伝説的人物。元ネタは『紅い眼鏡』に登場する同名の人物。映画版では、逆に銀二の伝承が作品化された例として『紅い眼鏡』の写真が一瞬登場する。
ケツネコロッケのお銀
昭和30年代、きつねそばとコロッケを注文し、弁舌巧みに店主を煙に巻いてただ食いしたとされる人物。後に『女立喰師列伝』の主人公としても登場する。
同名の人物は押井が監督したアニメ版のうる星やつらの他、複数の作品に登場している。
哭きの犬丸
東京から逃げ落ちた青年を装い、全国各地でただ食いを試みては露見し袋叩きに合っていたという。ただし、結果的に金銭の支払いは行っておらず、無銭飲食そのものは成立してしまっている。元ネタは『御先祖様万々歳!』の主人公、四方田犬丸。映画版では、逆に犬丸の伝承が作品化された例として『御先祖様万々歳!』のイラストが一瞬登場する。
冷やしタヌキの政
半端な立喰師だったが、そば屋「マッハ軒」において衆人環視の中で撲殺される。映画版では、逆に政の伝承が作品化された例として『犬狼伝説』の一コマが一瞬登場する。新OVA版機動警察パトレイバーにも出演し、同様にそば屋「マッハ軒」で難癖をつけて代金を踏み倒そうとするが、こちらは交番勤務時代の太田に逮捕され更生している。
元ネタは『犬狼伝説 完結編』に登場する冷やしタヌキの賢。
牛丼の牛五郎
徒党を組んで牛丼チェーン店「予知野屋」（映画版では「予知野家」）に乗り込んでは、店にある材料が底をつくまで注文を繰り返し牛丼を食い尽くす怪人。調理の不備を指摘し、作り直させたものは支払い対象外であるが、食べた分の支払いは行っており、無銭飲食ではない。
ハンバーガーの哲
ハンバーガーチェーン店「******」（映画版では「ロッテリア」）に乗り込んでは、キッチンが破綻をきたすまでハンバーガーを食い尽くす怪人。最初の注文はイートインでのハンバーガー100個。追加注文でダブルバーガー100個。
牛五郎と同じく、食事に対する支払いは行っているため無銭飲食には当たらないのではないかとの指摘も作中で行われている。
『うる星やつら』の「必殺!立ち喰いウォーズ」では、大盛りの政なる大男とコンビを組んで活動している。錯乱坊曰く『「立ち喰いウォーズ」の前年の夏に北九州で2週間の内に7軒の飲食店をスクラップにした』という。また、その手口も『立喰師列伝』とは異なり、政と二人で散々飲み食いした後に客を巻き込んで大乱闘をして代金を踏み倒す「クラッシャー派」と紹介されている。
フランクフルトの辰
ディズニーランドで持ち込みのフランクフルトを喰うことに執着する男。場所の名前は小説版では******ランドと表記され、映画版ではピー音であからさまに消去されるが、後の『女立喰師列伝 ケツネコロッケのお銀 -パレスチナ死闘編-』において、大塚ギチ男が読む資料中に『ディズニーランドを夢見て』が確認できる。
中辛のサブ
カレースタンドチェーンに現われては、その異様な雰囲気のみを武器に店主を圧倒し、ただ食いを成す人物。浅黒い肌とターバン姿により何処から見てもインド人にしか見えないが、インド人ではない。「中辛」と聞こえなくもない怪しい発音で注文を行い、食後に物悲しそうな瞳で店主を見つめ再び「中辛」と聞こえなくもない怪しい発音を呟く。店主のほうでは辛さの程度を間違えたかと思い、追加注文を通す。これを延々と繰り返す。
『うる星やつら』においては、どんな微妙な辛さの違いも判じ分け、サブがスプーンを投げた店は潰れる……と称されていた。

## 映画
押井守自らの手によりアニメ映画化され2006年に公開された。
- 第63回ヴェネチア国際映画祭 正式招待作品

スタジオジブリ短編映画『ジュディ・ジェディ』とコラボ上映。5月27日初日舞台挨拶では中田ヤスタカ、百瀬ヨシユキ、押井守それぞれの直筆サイン入りグッズを抽選でプレゼント。
登場人物に扮する役者をブルーバックの前に立たせてデジタルカメラで撮影し、それを3DCGの人形に貼り付けて動かすという、かつての『ミニパト』を彷彿とさせるペープサート状アニメーションで制作するという手法が採られ、「スーパーライヴメーション」と命名されている。その技術を駆使し、アニメーションと実写の新たな融合に挑んだ。その手法を実現するために、3万枚以上のスチル写真が撮影された。撮影期間は3日間しかなく、その中でエキストラを含めて120人を撮影した。その場で使えるかどうかチェックして選んでいたため、押井とカメラマンはいつもより集中して、1日に40人、1万枚を撮影した。その中から、役者が映っている部分だけを切り抜いて、1点ずつ背景とデジタル合成していった。
メインの登場人物は、小説『立喰師列伝』でキャラクターのモデルとなっていたのと同じ人物が演じる形となっており、さらに役者の全てが押井の知り合いの友人・作家・編集者・アニメ業界関係者である。出演者全員がノーギャラであり、交通費と弁当だけ用意した。これは、制作予算を抑えるのと同時に、押井曰く「今まで自分が仕事を通じて関わってきた人々を、この映画で記録として残したい。それに、知っている人間じゃないと、CGでいじくるときにつまらない」という話である。
映像演出のテーマは「絵を紙人形の様に動かすのと、写真を使うのとでは、印象が全く変わる。写真の方が生っぽい」「これまでアニメーションを作る時は画面の情報量を上げることばかり考えてきた。ただ、実写は情報量が多すぎるから、今回は如何に情報量を減らして、肌の色・まばたき等の生理的な動きを制作現場でコントロールして、演出上のイメージをまとめるのか」を考えていった。そしてスチル写真で演出するのが一番合理的であることに考え付き、合成する時に余計な背景・動き始める時から動きが終わる時の中間の動きをコマ単位で編集して、アニメーションとしてつないでいき、「実写並みの情報量を持ちながら、映像の中でしかありえない存在感を持つキャラクター」を目指していった。
仕上げ作業でも「退色した写真」「印刷の荒れた写真」「新聞の写真」等報道系のモノクロの写真を意識しながら色を落とした。その時の目標として、スティーヴン・スピルバーグの「シンドラーのリスト」「プライベート・ライアン」を参考作品とした。
石川光久が「もし『イノセンス』がカンヌ国際映画祭で賞を取れなかったら、押井さんに好きな映画を1本撮らせる」と言ったのがこの映画をつくる契機になったという話もある。
制作費は「イノセンス」の20分の1の、約1億円。押井は「こういう経済的に苦しい映画は、寧ろ結構好きなんです。知恵と勇気で乗り切るシステム作りが面白い」と語っている。

### スタッフ
- 原作・脚本・監督 - 押井守
- 企画 - 石川光久
- エグゼクティブプロデューサー - 渡辺繁、安永義郎、二宮清隆、奥田誠治
- 音楽 - 川井憲次
- 音響監督 - 若林和弘
- 効果 - 野口透（アニメサウンドプロダクション）
- 演出 - 西久保利彦
- 撮影 - 坂崎恵一
- エンディング曲（テーマ歌） - 「灰色の花びら」兵藤まこ　作詞・児島由美　作曲・川井憲次
- 挿入曲 - 「妄想ブギ」EMI　作詞・児島由美　作曲・川井憲次
- アニメーション制作 - Production I.G
- 製作 - 立喰師列伝製作委員会（Production I.G/バンダイビジュアル/博報堂DYメディアパートナーズ/東北新社/日本テレビ放送網）

### 出演
- 吉祥寺怪人 - 月見の銀二
- 兵藤まこ - ケツネコロッケのお銀
- 石川光久 - 哭きの犬丸（芝居担当）
- 鈴木敏夫 - 冷やしタヌキの政（台詞なし）
- 樋口真嗣 - 牛丼の牛五郎（芝居担当）
- 川井憲次 - ハンバーガーの哲（芝居担当）
- 寺田克也 - フランクフルトの辰（芝居担当）
- 河森正治 - 中辛のサブ
- 品田冬樹 - 品田徳満（芝居担当）
- 神山健治 - 「予知野家」店長神山、ロッテリア店長神山
- 山寺宏一 - ナレーション、フランクフルトの辰（声担当）、哭きの犬丸（声担当）
- 榊原良子 - 監察医・榊原芳子（写真と声）、フランクフルトの辰の母親（声のみ）、他
- 押井友絵 - ロッテリア店員
- 山田正紀 - 山田正樹
- 今野敏 - 紺野敏
- 乙一 - デラックスメケメケ団、科学者[3]
- 滝本竜彦 - デラックスメケメケ団、科学者[3]
- 佐藤友哉 - デラックスメケメケ団、科学者[3]
- 藤木義勝 - 小白丸忠一
- 森岡浩之
- 大川俊道
- 中村悠一
- 水沢史絵
- 奈良徹
- 冲方丁 - ドラクエ窃盗団[4]
- きうちかずひろ
- きうちえり子
- 立木文彦 - 品田徳満（声担当）、牛丼の牛五郎（声担当）、ハンバーガーの哲（声担当）、予告編ナレーション

## 女立喰師列伝
『女立喰師列伝 ケツネコロッケのお銀 -パレスチナ死闘篇-』は、本作品のスピンオフ作品。元々は徳間書店の月刊COMICリュウ創刊号DVD付録に収録されたものであったが、2006年12月に単品販売もされている。こちらは通常の実写作品である。

### ストーリー
伝説の立喰師「ケツネコロッケのお銀」の目撃情報を確かめるべく、フリーのルポライター大塚ギチ男は単身パレスチナへ向かう。そこでギチ男が見たものは…。

### スタッフ（スピンオフ）
- 原作・脚本・監督 - 押井守
- エグゼクティブ・プロデューサー - 牧田謙吾、磯貝昌彦
- 企画 - 大野修一、菅谷洋一、正岡篤
- プロデューサー - 久保淳
- 演出・撮影・編集 - 湯浅弘章
- 音楽 - 川井憲次
- 音響演出 - 若林和弘
- ガンエフェクト・スーパーバイザー - 納富貴久男
- ガンエフェクト - BIG SHOT、近藤力、田渕寿雄
- エンディング曲 - 「灰色の花びら」兵藤まこ　作詞・児島由美　作曲・川井憲次
- 制作 - デイズ

### 出演（スピンオフ）
- 兵藤まこ - ケツネコロッケのお銀/AKの銀子
- 大塚ギチ - 大塚ギチ男
- 村山太 - アリ・ダエイ
- 木野幸男、塩田昌之、正岡篤 - 編集部員たち
- 神谷誠、鈴木稔浩、福原健雄、猪飼幹太、黒田仁子 - プロデューサーたち
- 大野修一 - 大野編集長

## 真・女立喰師列伝
2007年11月に日本で公開されたオムニバス映画。
- 第20回東京国際映画祭 公式出品
- 第58回ベルリン国際映画祭  招待作品

6本のオムニバスから成り、それぞれの監督、および主演は以下の通り。
1. 「鼈甲飴の有里」 - 監督:押井守 主演:ひし美ゆり子
2. 「バーボンのミキ」 - 監督:辻本貴則 主演:水野美紀
3. 「学食のマブ」 - 監督:神山健治 主演:安藤麻吹
4. 「氷苺の玖美」 - 監督:湯浅弘章 主演:藤田陽子
5. 「クレープのマミ」 - 監督:神谷誠 主演:小倉優子
6. 「ケンタッキーの日菜子」 - 監督:押井守 主演:佐伯日菜子